# Фельбург
Фельбург (нем. Velburg) — город и городская община в Германии, в земле Бавария. 
Подчинён административному округу Верхний Пфальц. Входит в состав района Ноймаркт-ин-дер-Оберпфальц.  Население составляет 5171 человек (на 31 декабря 2010 года). Занимает площадь 175,65 км². Официальный код  —  09 3 73 167.
Город подразделяется на 7 городских районов.

## Население
По оценке на 31 декабря 2015 года население общины Фельбург составляет 5228 чел. 

| Дата      | 1840 | 1871 | 1900 | 1925 | 1939 | 1950 | 1961 | 1970 | 1987 | 2011 |
| --------- | ---- | ---- | ---- | ---- | ---- | ---- | ---- | ---- | ---- | ---- |
| Население | 4841 | 4886 | 5044 | 5269 | 5245 | 5894 | 4165 | 4315 | 4479 | 5250 |

| Год       | 1960 | 1970 | 1980 | 1990 | 2000 | 2009 | 2010 | 2011 | 2012 | 2013 | 2014 | 2015 |
| --------- | ---- | ---- | ---- | ---- | ---- | ---- | ---- | ---- | ---- | ---- | ---- | ---- |
| Население | 4184 | 4320 | 4136 | 4743 | 5095 | 5212 | 5171 | 5235 | 5227 | 5194 | 5220 | 5228 |